# 清漾塔
清漾塔又名文峰塔，位于中国浙江省江山市石门镇清漾村东约20米之山坡上。
清漾塔始建于宋代，为楼阁式空筒砖塔，七级六面，高12米，用于兴文运、昌科举。由于残损严重，1982年维修加固。
1982年5月，清漾塔公布为第一批江山市文物保护单位。